# 惡靈系列
惡靈系列（日語：悪霊シリーズ）是小野不由美的恐怖小說系列。1989年到1992年刊行，全7作。1994年刊行惡靈系列的續篇Ghost Hunt系列，分成上下兩卷發行後中斷。兩系列在1996年以「Ghost Hunt」名義廣播劇化。1998年，惡靈系列同樣以Ghost Hunt名義漫畫化，2006年電視動畫化。

## 概要
普通的女高中生谷山麻衣和自戀的美少年澁谷一也，與各式各樣的靈能者挑戰怪事件的系列。少女小說家小野不由美的成名作。長達5年的長壽系列，直到現在仍受廣大年齡層的支持。當時的少女小說，有著「必須使用主角的第一人稱描寫」、「主角必須是普通的女孩子」、「必須是戀愛小說」等不成文的規定，但是小野不由美卻使用第三人稱描寫出神秘、恐怖的一面。

## 登場角色
（聲：廣播劇、電視動畫）

### 心靈學研究會（日本支部）
谷山麻衣（聲：宮村優子、名塚佳織）
主角。初登場為15歲的女高中生。7月3日生、巨蟹座、B型、身高155cm。
孑然一身的孤兒，視心靈學研究會的成員為家人。現在是獨自一人住在公寓。因意外而在心靈學研究會打工。
性格明朗快活。即使被所長毒舌也不受挫。和藹可親的性格讓委託人願意敞開心懷。常在夢中看見微笑的小戀。
感覺很敏銳，常在夢中看見接近事件核心的情報。後來被小戀實驗發現是潛在的超能力者。
越遭遇更多奇怪的事件能力越強大，甚至可以在夢中讓事情變成事實。曾向瀧川和綾子學習退魔法，但沒有累積正式的修行，所以威力很弱。
澁谷一也（聲：岡野浩介、泰勇氣）
学者、博士，心靈學研究會（日本支部）的所長。初登場時16歲。通稱小戀（自戀狂的小戀）。9月19日生、室女座、A型、身高175cm。
容姿端麗、頭腦明晰，但是傲慢不遜、旁若無人、毒舌且天上天下唯我獨尊，但是辦事上公平誠實，對工作有過剩的自信。冷靜沉著，有很高的自尊心。
常穿著黑色的衣服，年紀輕輕就擔任所長，常出去旅行，有許多謎。不擅長漢字。
本名是奧利弗·戴維斯（Oliver Davis）。心靈學者的博士。英國籍者的養子，出生在美國麻薩諸塞州。
以前是引起騷靈現象的孩子、PK能力者。現在用林教導的氣功術控制自己的力量，不過因為潛在力量太強大，使用後會引起休克狀態。也曾發生過心肺停止的事，因為有生命危險所以被禁止使用。也有ESP的能力，可以使用接觸感應。
因為一流靈媒的雙胞胎哥哥尤金·戴維斯（Eugene Davis）在日本失蹤（實際上透過接觸感應知道他已經死亡）而來日本。頻繁旅行的目的是為了要蒐集有關哥哥的情報。
林興徐（聲：小杉十郎太、成田劍）
道士，心靈學研究會的調查員。小戀左右手般的存在。1月11日生、摩羯座、A型、身高194cm。出身香港的中國人，本名是「林興徐」。
沉默寡言且無表情、冷淡，什麼事都不能動搖他。調查時總是默默地對著機械器材。一邊的眼睛不方便，用頭髮遮蓋著。中國巫蠱道的道士。年齡不詳。
為了小戀身體的負擔監視他使用PK，平時忠實的他會為此反對。因為戰前的中日關係而討厭日本人，但不會表現出來。另外，林的家族全都討厭日本人，也討厭英國人，他是林氏一族中最後留在香港的。會使用招魂和5個式神。

### 心靈學研究會（日本支部）的協力者
瀧川法生（聲：松本保典、濱田賢二）
僧侣。高野山下山的破戒僧。初登場時25歲。通稱和尚。1月22日生、寶瓶座、O型、身高185cm。
茶色長髮、外表輕浮，不過是心靈學研究會信賴的大哥。雖然外表看起來輕浮，但觀察力敏銳。本業是樂團的貝斯手。是超能力者暨心靈研究者的奧利弗·戴維斯博士的超級Fan。
法力高強，曾經為了將附在壺上的靈驅除而使壺粉碎。原本看得見靈，但一次撞到頭後就看不見了。
松崎綾子（聲：新山志保、鈴木真仁）
巫女。初登場時23歲。6月7日生、双子座、B型、身高167cm。
平常穿著打扮豔麗，與一般巫女的形象相去甚遠。
很少發揮作為巫女或靈能力者的實力，但是製作符和結界的能力受到肯定，修行過兩部神道。
家裡是經營大醫院，小時候就可以看見住在樹裡的精靈，並且與其對話。如果自己附近有活的樹（正確來講是有精靈住的樹），可以向樹的精靈借力量，發揮極大的靈能力，但是借過一次後就必須讓樹休息半年以上。
原真砂子（聲：金井美香、釘宮理惠）
靈媒師。初登場時15歲。7月24日生、狮子座、AB型、身高152cm。
電視上有名的靈能力者。就讀許多藝人就讀的某有名私立高中，為出席日數不足煩惱。
日本一流的招魂能力，能感覺到靈的存在。僅僅看到靈就可以知道其原形和背景。也許是因為其高能力，常成為惡靈和人類的目標而最先遇害。
像市松人形的美少女，自尊心很高，用大小姐的語調說話。總是穿著和服。喜歡小戀，和麻衣是競爭對手。
知道小戀的真實身分。
約翰·布朗（聲：山口勝平、岡本信彥）
神父、驅魔師。初登場時19歲。澳大利亚出身。1月5日生、摩羯座、A型、身高162cm。
金髮碧眼、童顏，有著和年齡不符的可愛容貌。深信京都的言詞是正確的日語，使用京都腔。常誤用及奇妙的發言而使人發笑。善良且不惹人厭的性格。常朗讀著新約聖經的約翰福音。
森圆（聲：南央美）
研究员。初登場時25歲。8月16日生、狮子座、AB型、身高176cm。
有一头长长的洋红色的头发和一双与之相配的眼睛。小恋的老师。隶属于心靈學研究會英国总部。第5作《不想成為惡鬼！》中参与委托调查。
是英国心霊調査協会成员，也是小恋和林興徐的上司（正式的身份是平台研究所现场工作研究室主任）。因此，小恋也很难违抗她。是个性格开朗的人，很容易相处，不过，性格极度的死板。
第5作《不想成為惡鬼！》一开始给众人吓得够呛。后在事件调查过程中与少年在外协助小恋等人办案，负责提供情报。

### 其他人物
安原修（聲：三木眞一郎、岡野浩介）
原心靈學研究會的委託人，被小戀網羅為心靈學研究會的協力要員。初登場時17歲。有一個中學生的妹妹。3月1日生、双鱼座、AB型、身高177cm。
高中3學期的學生會長，委託心靈學研究會調查（第4作）。那時候協助調查，4月入學國立大學時被緊急召為協力要員。
沒有靈能力或超能力的一般人，但是頭腦很聰明。多負責情報蒐集，用巧妙的說話技巧探出情報。
第5作《不想成為惡鬼！》中和小戀交換身分扮演所長，很能臨機應變。

## 用語
除靈與淨靈
在作品中被區別。除靈是用靈能力無差別地將惡靈退散、消滅；淨靈是說服惡靈，根據他自己的意識使之淨化的方法。瀧川擅長使用前者，真砂子則偏好後者。
Shibuya Psychic Research
澀谷道玄坂的心靈現象調查事務所，通稱心靈學研究會。不是靈能力者，自稱Ghost Hunter。

### 退魔法
將惡靈除靈的方法。
九字
參照九字護身法。
真言
讀咒語。原本是佛教用語，瀧川使用。作品中是用不動明王真言。
祈禱
綾子使用。作品中是使用兩部神道。

### 超能力
大致可分為PK和ESP。
PK
即念力。可使物品移動的力量。作品中又細分為PK-ST（影響靜止物體的力量）、PK-MT（影響移動物體的力量）、PK-LT（影響生物體的力量）。
ESP
能察覺一般人不知道事物的力量。作品中又細分為心灵感应和透視。

### 裝備品
薩莫攝影
測定溫度。在靈出現的地方溫度會降低，是重要的數據。攜帶用為數位溫度計。
集音麥克風
連接到錄音機，紀錄嘈雜音和異常的聲音。基本的調查用具，特別是在夜晚踏入危險場所時記錄用。
紅外線攝影、超高感度攝影
在黑暗的地方使用。基本的調查用具，特別是在夜晚踏入危險場所時記錄用。在多處裝設後可同時監視多處。

## 出版書籍

### 惡靈系列
| 卷數 | 標題                   | 講談社X文庫   | 講談社X文庫              | 劇情簡介 |
| 卷數 | 標題                   | 發售日期      | ISBN                     | 劇情簡介 |
| ---- | ---------------------- | ------------- | ------------------------ | --- |
| 1    | 滿是惡靈!?（）         | 1989年8月5日  | ISBN 4-06-190311-X       | 故事舞台是在東京都內、主角谷山麻衣的高中。 因為舊校舍發生靈異現象，委託心靈學研究會前來調查。 麻衣因為不小心弄壞高價器材且弄傷心靈學研究會的助手，所以成為心靈學研究會的代理助手。 |
| 2    | 真的滿是惡靈！（）     | 1989年11月5日 | ISBN 4-06-190365-9       | 故事舞台是在距東京2小時車程的一個舊洋館。屋子裡聚集了許多兒童的靈。 |
| 3    | 滿是惡靈睡不著（）     | 1990年3月5日  | ISBN 4-06-190417-5       | 故事舞台是在東京都內一間私立女子高中。許多學生遭遇到怪現象。 |
| 4    | 惡靈孤身一人（）       | 1990年9月5日  | ISBN 4-06-190485-X       | 故事舞台是在千葉縣的縣立高中。校內連續發生怪事件。 |
| 5    | 不想成為惡靈！（）     | 1991年3月5日  | ISBN 4-06-190594-5       | 故事舞台是在长野县、原首相所有的房子。在反覆增建的奇怪建築物中，人消失了。 |
| 6    | 別叫我惡靈（）         | 1991年10月5日 | ISBN 4-06-198575-2       | 故事舞台是在石川縣能登半島的會員制料亭。改朝換代時必定會發生的詛咒。 |
| 7    | 即使惡靈也沒關係！（） | 1992年9月5日  | ISBN 4-06-198696-1（上） | 故事舞台是在长野县的廢棄學校。 前作《別叫我惡靈》的緣由、事件的調查，系列的解謎。                                                                                                  |
| 8    | 即使惡靈也沒關係！（） | 1992年10月5日 | ISBN 4-06-198697-X（下） | 故事舞台是在长野县的廢棄學校。 前作《別叫我惡靈》的緣由、事件的調查，系列的解謎。                                                                                                  |

### Ghost Hunt
在眾多書迷的推動下，惡靈系列於2010年11月19日開始推出新裝版。
| 卷數 | 日文標題 | 中文標題     | Media Factory  | Media Factory          | 尖端出版       | 尖端出版               |
| 卷數 | 日文標題 | 中文標題     | 發售日期       | ISBN                   | 發售日期       | ISBN                   |
| ---- | -------- | ------------ | -------------- | ---------------------- | -------------- | ---------------------- |
| 1    |          | 舊校舍怪談   | 2010年11月19日 | ISBN 978-4-8401-3594-8 | 2013年5月10日  | ISBN 978-957-104588-7  |
| 2    |          | 人偶的牢籠   | 2011年1月14日  | ISBN 978-4-8401-3688-4 | 2013年8月9日   | ISBN 978-957-104891-8  |
| 3    |          | 少女的祈禱   | 2011年3月18日  | ISBN 978-4-8401-3862-8 | 2013年11月21日 | ISBN 978-957-105401-8  |
| 4    |          | 死靈遊戲     | 2011年5月20日  | ISBN 978-4-8401-3911-3 | 2015年6月19日  | ISBN 978-957-106032-3  |
| 5    |          | 鮮血迷宮     | 2011年7月15日  | ISBN 978-4-8401-3978-6 | 2015年12月18日 | ISBN 978-957-106279-2  |
| 6    |          | 來自大海之物 | 2011年9月22日  | ISBN 978-4-8401-4245-8 | 2017年6月16日  | ISBN 978-957-107474-0  |
| 7    |          | 打開門扉     | 2011年11月18日 | ISBN 978-4-8401-4307-3 | 2020年4月24日  | ISBN 978-957-10-8861-7 |

### 續篇
描寫惡靈系列最終作《即使惡靈也沒關係！》後回去英國的澁谷一也，返回日本後的故事。
- 《惡夢棲息之家》

| 卷數 | 講談社X文庫   | 講談社X文庫            | 插畫      |
| 卷數 | 發售日期      | ISBN                   | 插畫      |
| ---- | ------------- | ---------------------- | --------- |
| 上   | 1994年3月14日 | ISBN 978-4-06-255156-4 | 小林 瑞代 |
| 下   | 1994年4月12日 | ISBN 978-4-06-255164-9 | 小林 瑞代 |

### 同人誌
8篇番外短篇發表於同人誌《中庭同盟》。
- 看不見的側臉
- 由於白烏的告悔
- GENKI
- 千年的王國
- 他的現實
- 衛星的軌道
- The Green Home
- Eugene

2篇番外短篇發表於同人誌《Principia》。
- 超自然系統
- 自行車的天使

## 漫畫
1998年發稻田詩穗（いなだ詩穂）漫畫化作品〈Ghost Hunt〉的消息。連載雜誌《Amie》（講談社）改為《Nakayoshi》（同出版社）連載。
「惡夢棲息之家」由同一個人負責作畫，於『ARIA』（講談社）2012年9月號到2016年9月號期間連載（本篇21話、後記1話、番外篇2話）。單行本全3卷。
| 漫畫收錄       | 文庫收錄 | 標題                                                            | 原作                         |
| -------------- | -------- | --------------------------------------------------------------- | ---------------------------- |
| 第1卷          | 第1卷    | 滿是惡靈!? （1998年《Amie》1－5月號）                           | 原作：《滿是惡靈!?》         |
| 第2卷          | 第1卷    | 公園的怪談!?（） （1999年《Nakayoshi》1月號增刊）               |                              |
| 第2卷          | 第2卷    | 人偶之家（） （1998年《Nakayoshi》8－11月號）                   | 原作：《真的滿是惡靈！》     |
| 第3卷          | 第2卷    | GO! GO! Ghost Hunters! （） （1998年《Nakayoshi》8月號增刊）    |                              |
| 第3卷          | 第2卷    | 下課後的詛咒者（） （1999年《Nakayoshi》1－6月號）              | 原作：《滿是惡靈睡不著》     |
| 第4卷          | 第3卷    | 寂靜的聖誕節（） （1999年《Nakayoshi》12月號－2000年1月號增刊） | 小野不由美新著短篇漫畫化。   |
| 第4卷          | 第3卷    | 被禁止的遊戲（） （2000年《Nakayoshi》3－10月號）               | 原作：《惡靈孤身一人》       |
| 第5卷          | 第3卷    | 被禁止的遊戲（） （2000年《Nakayoshi》3－10月號）               | 原作：《惡靈孤身一人》       |
| 第6・7卷       | 第4卷    | 血染迷宮（） （2001－2002年、單行本）                           | 原作：《不想成為惡靈！》     |
| 第8、9卷       | 第5卷    | 詛咒之家（） （2003－2006年、單行本）                           | 原作：《別叫我惡靈》         |
| 第10、11、12卷 | 第6、7卷 | 被忘記的孩子們（） （2008年－2009年、單行本）                   | 原作：《即使惡靈也沒關係！》 |

### 出版書籍
| 卷數 | 講談社        | 講談社                 | 長鴻出版社     | 長鴻出版社           |
| 卷數 | 發售日期      | ISBN                   | 發售日期       | ISBN / EAN           |
| ---- | ------------- | ---------------------- | -------------- | -------------------- |
| 1    | 1998年7月3日  | ISBN 978-4-06-178894-7 | 2000年1月24日  | ISBN 957-631-760-6   |
| 2    | 1999年3月3日  | ISBN 978-4-06-178912-8 | 2000年2月2日   | ISBN 957-631-761-4   |
| 3    | 1999年10月4日 | ISBN 978-4-06-178923-4 | 2001年6月11日  | EAN 471-0765-15708-1 |
| 4    | 2000年7月4日  | ISBN 978-4-06-178941-8 | 2001年9月24日  | EAN 471-0765-15809-5 |
| 5    | 2001年1月5日  | ISBN 978-4-06-178953-1 | 2001年11月14日 | EAN 471-0765-16179-8 |
| 6    | 2001年10月3日 | ISBN 978-4-06-178974-6 | 2001年12月26日 | EAN 471-0765-16283-2 |
| 7    | 2002年4月30日 | ISBN 978-4-06-178990-6 | 2002年10月24日 | EAN 471-0765-17061-5 |
| 8    | 2003年7月2日  | ISBN 978-4-06-364025-0 | 2003年11月7日  | EAN 471-0765-18003-4 |
| 9    | 2006年2月6日  | ISBN 978-4-06-364080-9 | 2006年9月26日  | EAN 471-0765-20860-8 |
| 10   | 2008年4月11日 | ISBN 978-4-06-364130-1 | 2008年7月15日  | EAN 471-2805-82580-6 |
| 11   | 2009年8月6日  | ISBN 978-4-06-364203-2 | 2009年12月16日 | EAN 471-1552-44793-4 |
| 12   | 2010年9月30日 | ISBN 978-4-06-364266-7 | 2011年6月21日  | EAN 471-6814-19168-6 |

文庫版
| 卷數 | 講談社        | 講談社                 |
| 卷數 | 發售日期      | ISBN                   |
| ---- | ------------- | ---------------------- |
| 1    | 2004年8月10日 | ISBN 978-4-06-360777-2 |
| 2    | 2004年8月10日 | ISBN 978-4-06-360778-9 |
| 3    | 2004年9月10日 | ISBN 978-4-06-360815-1 |
| 4    | 2004年10月8日 | ISBN 978-4-06-360816-8 |
| 5    | 2007年2月9日  | ISBN 978-4-06-370425-9 |
| 6    | 2010年2月10日 | ISBN 978-4-06-370725-0 |
| 7    | 2011年4月12日 | ISBN 978-4-06-370794-6 |

惡夢棲息之家
| 卷數 | 講談社        | 講談社                                                  | 東立出版社     | 東立出版社             |
| 卷數 | 發售日期      | ISBN                                                    | 發售日期       | ISBN                   |
| ---- | ------------- | ------------------------------------------------------- | -------------- | ---------------------- |
| 1    | 2013年6月7日  | ISBN 978-4-06-362252-2（特裝版） ISBN 978-4-06-380635-9 | 2015年12月11日 | ISBN 978-986-431-068-5 |
| 2    | 2014年4月7日  | ISBN 978-4-06-380686-1                                  | 2016年1月21日  | ISBN 978-986-431-069-2 |
| 3    | 2016年10月7日 | ISBN 978-4-06-380878-0                                  | 2019年6月6日   | ISBN 978-986-482-144-0 |

## 廣播劇
1996年，大阪放送的節目《宮村優子的直球去吧！》內，播放惡靈系列的廣播劇《惡靈狩獵～Ghost Hunt》。之後作成5張廣播劇CD發售。
- CD1 渦里奇里大人的鬼火
  - 《惡靈孤身一人》、《滿是惡靈!?》
- CD2 烏拉特居住其處
  - 《不想成為惡靈！》
- CD3 惠比壽異神論
  - 《別叫我惡靈》
- CD4 惡夢之屋
  - 《惡夢之屋》（因為沒有《即使惡靈也沒關係！》，所以麻衣等人不知道小戀的真實身分，和原作劇情有差異）

## 電視動畫

### 製作團隊
- 原作 - 小野不由美、稻田詩穗（KC Nakayoshi・講談社漫畫文庫刊）
- 監督 - 真野玲
- 系列構成 - 上代務
- 人物設計 - 岩瀧智
- 道具設計 - 川上哲也
- 美術監督 - 笠井美枝
- 色彩設計 - 安藤智美
- 攝影監督 - 黒澤豊
- 編輯 - 関一彦
- 音樂 - 増田俊郎
- 音響監督 - 蝦名恭範、石橋利香（11話のみ）
- 製作人 - 大井守、堀切伸二
- 動畫製作人 - 松倉友二
- 動畫製作 - J.C.STAFF
- 製作 - 「Ghost Hunt」製作委員會（東京電視台、Marvelous娛樂、愛貝克思娛樂）

### 各話列表
- FILE1「滿是惡靈!?」
- FILE2「人偶之家」
- FILE3「下課後的詛咒者」
- FILE4「公園怪談!?」
- FILE5「寂靜聖誕節」
- FILE6「被禁止的遊戲」
- FILE7「血染迷宮」
- FILE8「詛咒之家」

| 話數   | 標題  | 標題                     | 腳本       | 分鏡       | 演出       | 作畫監督                | 總作畫監督      |
| ------ | ----- | ------------------------ | ---------- | ---------- | ---------- | ----------------------- | --------------- |
| 第1話  | FILE1 | 悪霊がいっぱい!?#1       | 上代務     | 岩瀧智     | 小田原男   | 中山由美                | 岩瀧智          |
| 第2話  | FILE1 | 悪霊がいっぱい!?#2       | 上代務     | 二瓶勇一   | 吉本毅     | 浦野達也 小川浩司       | 岩瀧智          |
| 第3話  | FILE1 | 悪霊がいっぱい!?#3       | 上代務     | 藤原良二   | 篠崎康行   | 中島美子                | 岩瀧智          |
| 第4話  | FILE2 | 人形の家#1               | 國澤真理子 | 鈴木洋平   | 上田繁     | つるあかり南 片山義昭   | 岩瀧智          |
| 第5話  | FILE2 | 人形の家#2               | 國澤真理子 | 上原秀明   | 上原秀明   | 冷水由紀絵              | 岩瀧智          |
| 第6話  | FILE2 | 人形の家#3               | 國澤真理子 | 井上修     | 矢花馨     | 田内亜矢子              | 岩瀧智          |
| 第7話  | FILE3 | 放課後の呪者#1           | 上代務     | 山内東生雄 | 山内東生雄 | 中山由美                | 岩瀧智          |
| 第8話  | FILE3 | 放課後の呪者#2           | 上代務     | 藤原良二   | 廣川集一   | 中島美子                | 岩瀧智          |
| 第9話  | FILE3 | 放課後の呪者#3           | 上代務     | 葛谷直行   | 吉本毅     | 渡辺稔 柴田志朗         | 岩瀧智          |
| 第10話 | FILE3 | 放課後の呪者#4           | 上代務     | 二瓶勇一   | 上田繁     | 浦野達也 つるあかり南   | 岩瀧智          |
| 第11話 | FILE4 | 公園の怪談!?             | 國澤真理子 | 鈴木洋平   | 鈴木洋平   | 冷水由紀絵 小谷杏子     | 岩瀧智          |
| 第12話 | FILE5 | サイレント・クリスマス#1 | 吉田玲子   | 井上修     | 矢花馨     | 田内亜矢子              | 岩瀧智          |
| 第13話 | FILE5 | サイレント・クリスマス#2 | 吉田玲子   | 大上相馬   | 山内東生雄 | 中山由美                | 岩瀧智          |
| 第14話 | FILE6 | 禁じられた遊び#1         | 中瀨理香   | 二瓶勇一   | 吉本毅     | 渡辺稔 片山義昭         | 岩瀧智 小谷杏子 |
| 第15話 | FILE6 | 禁じられた遊び#2         | 中瀨理香   | 藤原良二   | 廣川集一   | 中島美子                | 岩瀧智 小谷杏子 |
| 第16話 | FILE6 | 禁じられた遊び#3         | 中瀨理香   | 鈴木洋平   | 上田繁     | 柴田志朗 浦野達也       | 岩瀧智          |
| 第17話 | FILE6 | 禁じられた遊び#4         | 中瀨理香   | 武山篤     | 清水一伸   | 冷水由紀絵 つるあかり南 | 小谷杏子        |
| 第18話 | FILE7 | 血ぬられた迷宮#1         | 國澤真理子 | 井上修     | 矢花馨     | 田内亜矢子              | 岩瀧智          |
| 第19話 | FILE7 | 血ぬられた迷宮#2         | 國澤真理子 | 山内東生雄 | 山内東生雄 | 中山由美                | 岩瀧智          |
| 第20話 | FILE7 | 血ぬられた迷宮#3         | 國澤真理子 | 滝川和男   | 吉本毅     | 渡辺稔 片山義昭         | 小谷杏子        |
| 第21話 | FILE7 | 血ぬられた迷宮#4         | 國澤真理子 | 武山篤     | 上田繁     | 柴田志朗 浦野達也       | 岩瀧智          |
| 第22話 | FILE8 | 呪いの家#1               | 上代務     | 藤原良二   | 廣川集一   | つるあかり南 中島美子   | 岩瀧智          |
| 第23話 | FILE8 | 呪いの家#2               | 上代務     | 井上修     | 矢花馨     | 田内亜矢子              | 岩瀧智          |
| 第24話 | FILE8 | 呪いの家#3               | 上代務     | 二瓶勇一   | 山内東生雄 | 小谷杏子 冷水由紀絵     | 小谷杏子        |
| 第25話 | FILE8 | 呪いの家#4               | 上代務     | 葛谷直行   | 吉本毅     | 中山由美                | 岩瀧智          |

### 播放電視台
日本深夜動畫：下文記載的日本国内播放時間使用日本標準時間（UTC+9）表示。因為部分時間标识會採用30小时制，因此請留意这类超过24:00的时间，其實際播放時間為翌日清晨。
| 播放地區     | 電視台       | 播放期間                     | 播放時間           |
| ------------ | ------------ | ---------------------------- | ------------------ |
| 關東廣域圈   | 東京電視台   | 2006年10月3日－2007年3月27日 | 星期二25:00－25:30 |
| 福岡縣       | TVQ九州放送  | 2006年10月5日－2007年3月29日 | 星期四26:48－27:18 |
| 大阪府       | 大阪電視台   | 2006年10月7日－2007年3月31日 | 星期六26:05－26:35 |
| 愛知縣       | 愛知電視台   | 2006年10月10日－2007年4月3日 | 星期二25:28－25:58 |
| 北海道       | TV北海道     | 2006年10月10日－2007年4月3日 | 星期二26:30－27:00 |
| 岡山、香川縣 | 瀨戶內電視台 | 2006年10月10日－2007年4月3日 | 星期二26:43－27:13 |
| 日本全國     | AT-X         | 2006年12月6日－2007年5月23日 | 星期三10:00－10:30 |

## 外部連結
- （日語）動畫官方網站（東京電視台） （页面存档备份，存于）
- 狐狗狸、碟仙、通靈板
- 溫徹斯特神祕屋、鬼屋
- 吸血鬼、弗拉德三世、巴托里・伊莉莎白
- 道祖神、六部殺、惠比壽